# 物流 (电影)
《物流》（英語：Logistics），2012年实验艺术电影，由埃丽卡·芒努松（Erika Magnusson）和丹尼尔·安德森（Daniel Andersson）执导，片长达51,420分钟（共857小时，合計35天17小时），是有史以来最长的电影。

## 摄制

### 理念
2008年，埃丽卡·芒努松和丹尼尔·安德森自问，现代的电子产品从何而来。他们计划反向追踪計步器的生产流程，即从销售地反溯到其原料和制造过程。全过程从斯德哥尔摩开始，途经因申、哥德堡、不来梅哈芬、鹿特丹、阿尔赫西拉斯、马拉加，最终到达深圳市宝安区的制造厂。
创新文化（Innovativ Kultur）基金会和库尔图尔（Kulturbryggan）提供资金。
影片沿着产品制造路线从斯德哥尔摩的商店到中国的工厂实时拍摄。

## 放映
《物流》片长达857小时（合35天17小时），是有史以来发行过的最长的一部电影。这部51,420分钟（约合5周长）的电影于2012年12月1日至2013年1月6日期间在乌普萨拉城市图书馆上映，此外也曾在斯德哥尔摩文化大楼上映，于2014年深圳艺穗节首次境外放映，同时线上播映。